# Kaio César
Kaio César Andrade Lima dit Kaio César, né le 15 février 2004 à Maceió au Brésil, est un footballeur brésilien qui évolue au poste d'ailier droit au Al-Hilal FC.

## Biographie

### En club
Né à Maceió au Brésil, Kaio César pratique notamment le Futsal avant d'être formé par le Coritiba FC, qu'il rejoint à l'âge de 14 ans.
César fait sa première apparition en professionnel le 19 janvier 2023, lors d'une rencontre de Campeonato Paranaense face au Foz do Iguaçu Futebol Clube (en). Il entre en jeu à la place d'Alef Manga (en) et son équipe s'impose par trois buts à zéro,.
Le 8 février 2023 il prolonge son contrat avec le Coritiba FC jusqu'en décembre 2026.
Kaio César oue son premier match de Brasileirão, la première division brésilienne, contre l'CR Flamengo le 16 avril 2023, lors de la première journée de la saison 2023. Il entre en jeu à la place de William Pottker et son équipe s'incline (3-0 score final).
Le 31 janvier 2024, Kaio César rejoint le Portugal pour s'engager en faveur du Vitória SC, sous la forme d'un prêt jusqu'en juin 2024 avec option d'achat.